# Idiospermum
Idiospermum és un gènere monotípic. La seva única espècie és Idiospermum australiense i és planta nativa arbòria de les selves australianes. Els experts la consideren com un dels primers llinatges, que actualment viuen, que es van desenvolupar de les plantes angiospermes. Habita a Daintree i Wet Tropics rainforests de Queensland.